# Wuhan Greenland Center
Il Wuhan Greenland Center (in cinese: 武汉绿地中心) è un grattacielo a Wuhan, in Cina. 
Nell'agosto del 2017 la costruzione ha raggiunto il 96º piano, a metà 2022 è stato completato. 
A causa della regolamentazione dello spazio aereo, è stato necessario riprogettare l'edificio, in modo tale che esso non superasse l'altezza di 500 m sul livello del mare: l'altezza definitiva sarà di 474,61 m (a fronte dei 600 m inizialmente previsti). Anche un altro grattacielo cinese, il Ping An Finance Centre, è stato ridimensionato rispetto al progetto iniziale per ragioni simili.
Se il progetto si concluderà con l'altezza attuale l'edificio diventerà il sesto grattacielo più alto della Cina.